# 斯瓦比亞城堡

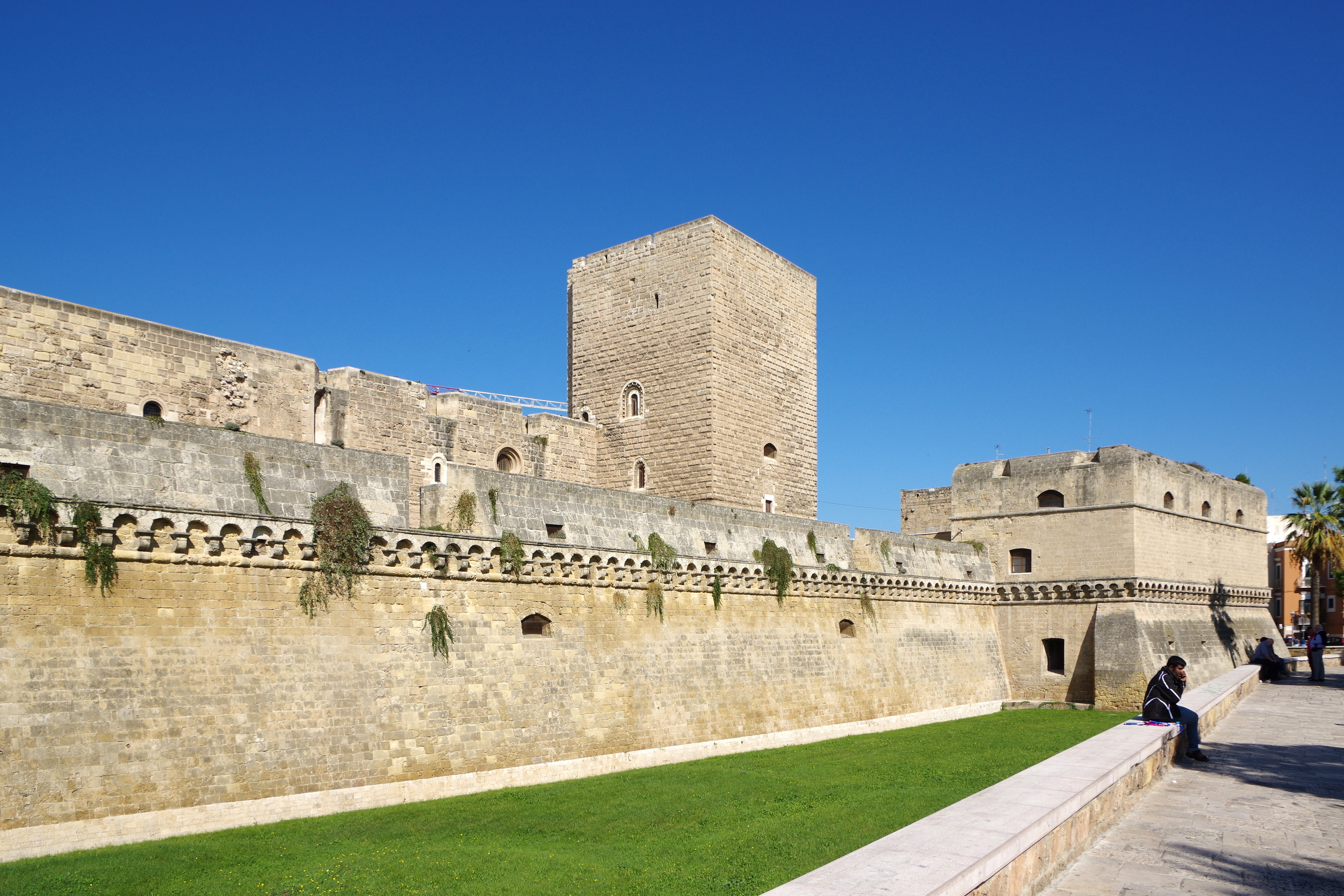
斯瓦比亞城堡

斯瓦比亞城堡（義大利語：Castello Normanno-Svevo）是位於義大利南部城市巴里的一座城堡。這座城堡由魯傑羅二世修建於約1132年。1156年時被古列爾莫一世破壞，1233年時被腓特烈二世重建。